# 살인 추적
살인 추적(Black Ice)은 캐나다, 미국에서 제작된 네일 피언리 감독의 1992년 드라마, 스릴러 영화이다. 리 J. 캠벨 등이 주연으로 출연하였고 로버트 빈스 등이 제작에 참여하였다.

## 출연

### 주연
- 리 J. 캠벨
- 빅터 코위
- 마이클 아이언사이드
- 믹키 존스
- 브렌트 닐

### 조연
- 마이클 누리
- 아른 올슨
- 조안나 파큘라
- 진 파이즈
- 릭 스켄

## 제작진
- 협력프로듀서: 마이클 스트레인지
- 미술: 딘느 로드